# New Albany (Mississipi)
New Albany és una població dels Estats Units a l'estat de Mississipi. Segons el cens del 2000 tenia 7.607 habitants.

## Demografia
Segons el cens del 2000, New Albany tenia 7.607 habitants, 3.049 habitatges, i 2.027 famílies. La densitat de població era de 172,3 habitants per km².
Dels 3.049 habitatges en un 31,3% hi vivien nens de menys de 18 anys, en un 45% hi vivien parelles casades, en un 17,3% dones solteres, i en un 33,5% no eren unitats familiars. En el 30,6% dels habitatges hi vivien persones soles el 14,3% de les quals corresponia a persones de 65 anys o més que vivien soles. El nombre mitjà de persones vivint en cada habitatge era de 2,42 i el nombre mitjà de persones que vivien en cada família era de 3,02.
Per edats la població es repartia de la següent manera: un 26,3% tenia menys de 18 anys, un 8,8% entre 18 i 24, un 27,1% entre 25 i 44, un 20,5% de 45 a 60 i un 17,4% 65 anys o més.
L'edat mediana era de 36 anys. Per cada 100 dones de 18 o més anys hi havia 78,1 homes.
La renda mediana per habitatge era de 28.730 $ i la renda mediana per família de 38.750 $. Els homes tenien una renda mediana de 29.457 $ mentre que les dones 20.579 $. La renda per capita de la població era de 16.507 $. Entorn del 14,7% de les famílies i el 18% de la població estaven per davall del llindar de pobresa.

## Poblacions més properes
El següent diagrama mostra les poblacions més properes.

## Fills il·lustres
- William Faulkner (1897 - 1962) escriptor, Premi Nobel de Literatura de l'any 1949.